# Caranx crysos
Caranx crysos, conosciuto comunemente come carango mediterraneo o carango dorato, è un pesce di mare della famiglia Carangidae.

## Distribuzione e habitat
Si trova nell'Oceano Atlantico sia orientale (da Gibilterra all'Angola) che occidentale (da New York al Brasile) e nel mar Mediterraneo, soprattutto orientale ed è penetrato nel canale di Suez effettuando un percorso inverso rispetto alla migrazione lessepsiana. Nei mari italiani è raro.

È pelagico costiero, si incontra soprattutto su fondali sabbiosi.

## Descrizione
Il corpo è fusiforme ma compresso lateralmente, ha più o meno la stessa curvatura sul lato ventrale e su quello dorsale. L'occhio, abbastanza grande, ha una palpebra simile a quella del cefalo o del sugarello, la bocca raggiunge la pupilla. Le pinne pettorali sono più corte che nel carango cavallo e raggiungono l'inizio delle pinne pinna anale e seconda dorsale, che hanno lobi appuntiti poco rilevati. La linea laterale ha le squame ingrossate (scudetti) su una porzione rettilinea abbastanza lunga.

Il colore è grigio o verdognolo sul dorso e argentato o dorato su fianchi e ventre.

Misura al massimo 80 cm di lunghezza per 4 kg di peso.

## Riproduzione
Si riproduce in estate in acque costiere.

## Pesca
È una preda della pesca a traina ed ha carni ottime.